# Hortipes exoptans
Hortipes exoptans là một loài nhện trong họ Corinnidae.
Loài này thuộc chi Hortipes. Hortipes exoptans được miêu tả năm 2000 bởi Bosselaers & Rudy Jocqué.